# Salamanca (Chile)
Salamanca város Chile északi részén, a Coquimbo régióban a Choapa folyó északi partján, a Choapa-völgyben fekszik. Choapa tartomány székhelye. Illapeltől, a tartomány közigazgatási központjától 30 km-re keletre, Santiagótól 316 km-re (196 mi) északra található. Elsősorban Los Vilos felől közelíthető meg, amely a Pánamerikai főútvonal mellett fekszik, és összeköti a várost az ország többi részével. A várost 1844-ben alapította Joaquín de Ceballo, Illapel akkori kormányzója. Lakossága 2017-ben körülbelül 29 110 fő volt.